# Nannilam
Nannilam é uma panchayat (vila) no distrito de Thiruvarur, no estado indiano de Tamil Nadu.

## Geografia
Nannilam está localizada a 10° 53′ N, 79° 37′ L. Tem uma altitude média de 7 metros (22 pés).

## Demografia
Segundo o censo de 2001,  Nannilam  tinha uma população de 9880 habitantes. Os indivíduos do sexo masculino constituem 50% da população e os do sexo feminino 50%. Nannilam tem uma taxa de literacia de 75%, superior à média nacional de 59.5%: a literacia no sexo masculino é de 81% e no sexo feminino é de 68%. Em Nannilam, 10% da população está abaixo dos 6 anos de idade.